# Китайская Википедия
Кита́йская Википе́дия (кит. упр. 中文维基百科, пиньинь Zhōngwén Wéijībǎikē) — раздел Википедии на китайском языке.

## Статистика
По состоянию на 16 июля 2025 года китайский раздел Википедии содержит 1 489 410 статей. Зарегистрирован 3 763 259 участников, из них 14 936 совершили какое-либо действие за последние 30 дней, а 62 участника имеют статус администратора. Общее число правок составляет 87 990 415.
Занимает 12-е место по количеству статей среди всех разделов.

## История
Раздел был открыт в октябре 2002 года. Первое время китайская Википедия развивалась достаточно активно, по количеству статей немного опережая русскую Википедию. Но после длительных блокировок (см. Блокирование Википедии в Китае) сильно отстала от русского раздела и занимает сейчас 12-е место среди всех языковых разделов.

### Проблема конвертации иероглифов
Первоначально существовало две китайские Википедии, так как многие иероглифы в континентальном Китае в своё время были упрощены и по написанию отличаются от тех, что используются в остальных китаеязычных регионах мира. Проблема была решена с помощью внесения изменений в движок вики, после чего стала возможна автоматическая конвертация между полными и упрощёнными формами по выбору пользователя, для этого рядом с вкладками наверху страницы («править», «история» и т. д.) были добавлены кнопки (по порядку): 
1. «Упрощённый (континентальный)» (кит. упр. 大陆简体, пиньинь dàlù jiǎntǐ);
2. «Традиционный (Гонконг)» (кит. трад. 香港繁體, пиньинь Xiānggǎng fántǐ);
3. «Традиционный (Макао)» (кит. трад. 澳門繁體, пиньинь Àomén fántǐ);
4. «Упрощённый (Малайзия)» (кит. упр. 大马简体, пиньинь Dàmǎ jiǎntǐ);
5. «Упрощённый (Сингапур)» (кит. упр. 新加坡简体, пиньинь Xīnjiāpō jiǎntǐ), до середины 2018 — «Малайзия и Сингапур» (кит. упр. 马新简体, пиньинь Mǎ-Xīn jiǎntǐ);
6. «Традиционный (Тайвань)» (кит. трад. 臺灣正體, пиньинь Táiwān zhèngtǐ).

После этого в китайской Википедии смогли принимать участие пользователи как из континентального Китая, так и из Тайваня, Гонконга и других китаеязычных сообществ и диаспор по всему миру.

### Проблема доступа к Википедии в КНР
Впервые доступ пользователей из КНР к серверам Викимедии был заблокирован между 2 и 21 июня 2004 года. Это связывают с 15-й годовщиной событий на площади Тяньаньмэнь 4 июня 1989 года.
Второй раз доступ к Википедии из Китая был ограничен с 23 по 27 сентября 2004 года. Однако это ограничение не носило всеобъемлющего характера и затронуло не всех пользователей в Китае. Причины этой блокировки до сих пор неизвестны.
Третья блокировка была наложена 19 октября 2005 года. Блокировка затрагивала только пользователей из КНР, не включая Гонконг и Макао. При этом опытные пользователи ПК могли без труда обойти блокировку, используя прокси-сервер либо другие средства, однако, учитывая то, что большинство пользователей в КНР выходят в Интернет из интернет-кафе, эта блокировка оказала очень серьёзное отрицательное воздействие на рост китайской Википедии, и по показателям роста она стала серьёзно отставать от Википедий на других языках, в частности, её смогла обойти русская Википедия.
Начиная с 10 октября 2006 года начали приходить сообщения о том, что пользователи в КНР могут напрямую заходить на все языковые версии Википедии, за исключением китайской. В английской версии доступ к некоторым статьям был закрыт. Так, например, сообщалось, что открыт доступ к статье о площади Тяньаньмэнь, содержащей небольшой отрывок о событиях на площади Тяньаньмэнь 1989 года, однако статья о самих событиях была недоступна. В то же время доступ к Википедии на китайском языке остаётся закрытым.
10 ноября 2006 года китайский блогер Andrew Lih сообщил о снятии блокировки. 16 ноября информационное агентство Рейтер подтвердило эту информацию: блокировка со всех языковых версий, включая китайскую, снята (за исключением статей на некоторые «чувствительные» темы, например 4 июня). За неделю после снятия блокировки количество новых статей подскочило на 75 %, а количество зарегистрированных пользователей в день возросло в три раза и по этому показателю китайская Википедия вышла на второе место после английской. В течение той же недели в китайской Википедии была создана 100-тысячная статья. Однако 17 ноября доступ и к английскому, и к китайскому разделам Википедии в КНР вновь оказался закрыт.
15 июня 2007 года запрет на доступ к Википедии в КНР был снят, за исключением раздела Википедии на китайском языке, а также нескольких «неприятных» статей на английском. 25 июля 2007 года китайская Википедия также была разблокирована, но лишь на короткий период.
По словам основателя Википедии, начиная с 2008 года и далее доступ ко всем разделам Википедии открыт, но определённые статьи по-прежнему блокируются.
Количество заблокированных статей медленно растёт и теперь включает несколько страниц обсуждения.

## Статистика разделов Википедии на китайском языке

Логотип на 1 млн. статей

См. также Портал:Википедии на китайском
По состоянию на 16 июля 2025 года китайский раздел Википедии содержит 1 489 410 статей.
Достижение рубежей:
- 12 ноября 2006 года — 100 000 статей.
- 31 июля 2008 года — 200 000 статей.
- 28 марта 2010 года — 300 000 статей.
- 9 февраля 2012 года — 400 000 статей.
- 14 июля 2012 года — 500 000 статей.
- 2 ноября 2012 года — 600 000 статей[3].
- 14 июня 2013 года — 700 000 статей.
- 13 декабря 2014 года — 800 000 статей.
- 10 сентября 2016 года — 900 000 статей.
- 13 апреля 2018 года — 1 000 000 статей.
- 25 апреля 2018 года — китайский раздел стал четырнадцатым в результате обгона им португальского раздела, который занял пятнадцатое место.
- 3 марта 2020 года — 1 100 000 статей.
- 31 мая 2021 года — 1 200 000 статей.

Крупнейшие разделы на диалектах китайского языка по состоянию на 16 июля 2025 года:
- Южноминьский язык (диалект) (zh-min-nan) —433748 статей.
- Кантонский диалект (zh-yue) — 145521 статья.
- Хакка (hak) — 10355 статей.
- Вэньянь (zh-classical) — 13650 статей.

## Состав участников